# 倉敷市立帯江小学校

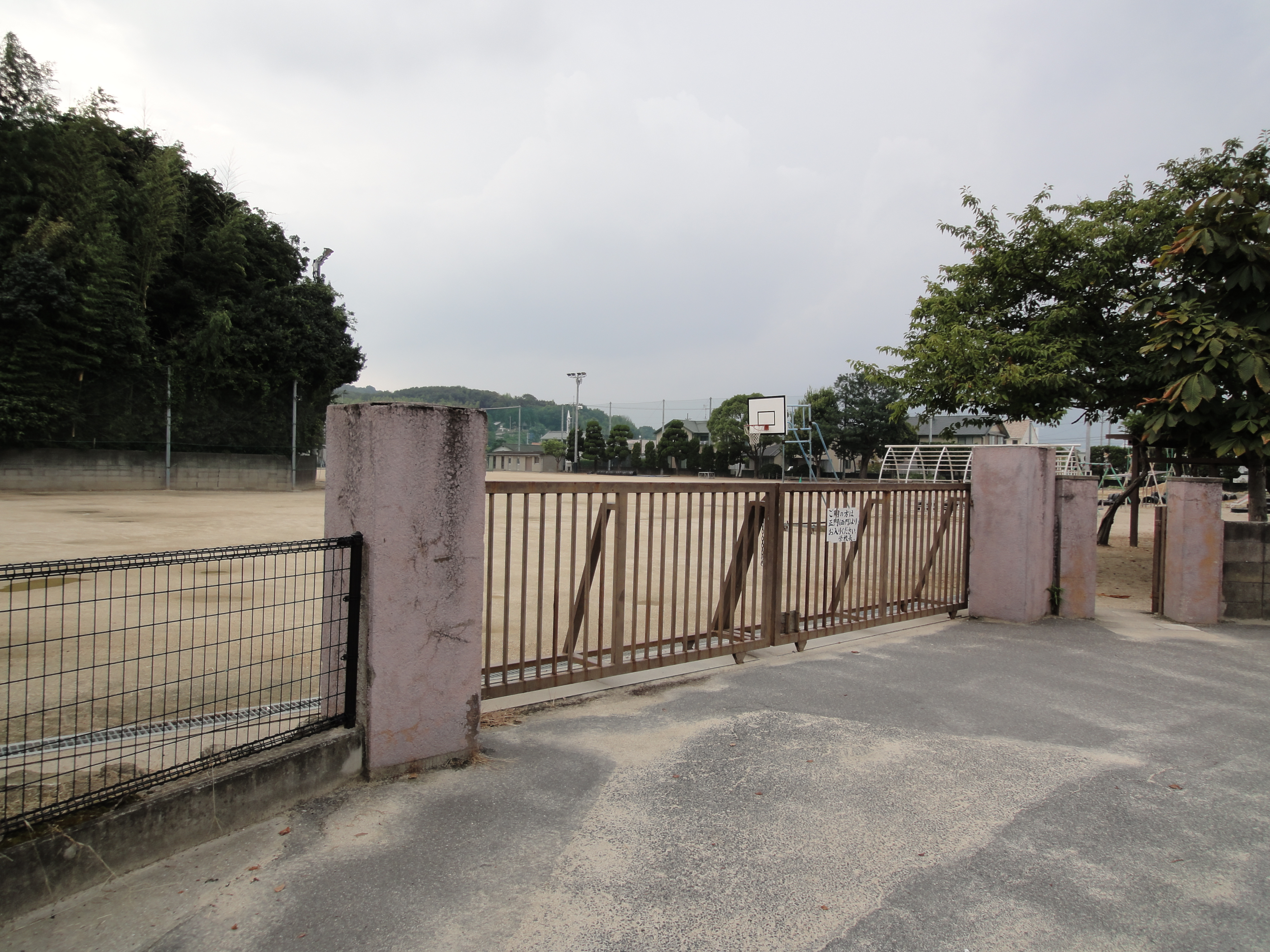
校庭側より（2012年8月）。

倉敷市立帯江小学校（くらしきしりつ おびえしょうがっこう）は、岡山県倉敷市加須山にある市立小学校。

## 概要
倉敷市役所のある中心部より山を挟んだ東側に位置する小学校。児童数は622人（2023年5月1日時点）。

## 沿革
《出典：》

### 経緯
1874年に設立された浄土小学、1880年に設立された帯江小学を起源とする。1882年に帯江小学校として二日市村（現倉敷市二日市）に移る。1890年には帯江尋常小学校と改称し、現在地である帯江村加須山に移転した。1941年に帯江国民学校と改称。戦後、学制改革により帯江村立帯江小学校と改称した後、1951年が帯江村が倉敷市に合併したことで現在の校名である倉敷市立帯江小学校となった。

### 年表
- 1874年（明治7年） - 羽島村浄光院に浄土小学設立。
- 1880年（明治13年） - 二日市村駕竜寺に帯江小学設立。
- 1882年（明治15年） - 帯江小学校として二日市村に移設。
- 1889年（明治22年）6月 - 町村制施行により、帯江村発足。
- 1890年（明治23年） - 帯江尋常小学校として帯江村加須山に移設[注釈 1]。
- 1941年（昭和16年）4月 - 帯江国民学校と改称。
- 1947年（昭和22年）4月 - 学制改革により、帯江村立帯江小学校と改称。
- 1951年（昭和26年）3月28日 - 帯江村の倉敷市編入により、倉敷市立帯江小学校と改称。
- 1958年（昭和33年） - 火災で2棟焼失[注釈 2]。
- 1974年（昭和49年） - 100周年記念式典を行う。
- 1994年（平成6年）- 創立120周年記念で中庭を整備する。

## 学校行事
（2023〈令和5〉年度の場合）
- 4月 - 始業式、入学式
- 5月 - 海の学習（5年生）
- 6月 - 社会科見学（4年生）
- 7月 - 1学期終業式
- 8月 - 2学期始業式
- 9月 - 山の学習（4年生）
- 10月 - 修学旅行（6年生）、社会科見学（3年生）、運動会、校外学習（2年生）、社会科見学（5年生）
- 11月 - 校外学習（1年生）、陸上記録会（6年生）
- 12月 - 2学期終業式
- 1月 - 3学期始業式、学芸会
- 2月 - 美術館見学（4年生）
- 3月 - 6年生を送る会、卒業式、修了式

## 学区
- 倉敷市[5]
  - 羽島（660番地～753番地、797番地～804番地、830番地～1,097番地を除く）
  - 二日市
  - 加須山
  - 倉敷ハイツ
  - 有城
  - 亀山
  - 帯高（県道74号倉敷飽浦線より北側かつ、帯高三丁割と早高の東西の境界線に沿う市道を県道74号倉敷飽浦線に延長した以東の地区を除く）

## 進学先中学校
- 倉敷市立多津美中学校[6]

## 交通
- 下電バス、茶屋町・イオンモール倉敷線「帯江」停留所より徒歩約10分。

## 学区が隣接している学校
- 倉敷市立天城小学校
- 倉敷市立茶屋町小学校
- 倉敷市立豊洲小学校
- 倉敷市立万寿東小学校
- 倉敷市立倉敷東小学校
- 倉敷市立倉敷西小学校
- 倉敷市立粒江小学校